# Нижнепронгенское сельское поселение
Нижнепро́нгенское се́льское поселе́ние — муниципальное образование в Николаевском районе Хабаровского края Российской Федерации. Образовано в 2004 году. 
Административный центр — село Нижнее Пронге.

## Население
| 2010 | 2011 | 2012 | 2013 | 2014 | 2015 | 2016 |
| ---- | ---- | ---- | ---- | ---- | ---- | ---- |
| 377  | ↘375 | ↘360 | ↘337 | ↘321 | ↘320 | ↘318 |
| 2017 | 2018 | 2020 | 2021 |      |      |      |
| ↘308 | ↘304 | ↗309 | ↘148 |      |      |      |

## Населённые пункты
В состав поселения входят 4 населённых пункта:
| № | Населённый пункт | Тип     | Население |
| - | ---------------- | ------- | --------- |
| 1 | Алеевка          | село    | ↘29       |
| 2 | Алексеевка       | село    | ↘1        |
| 3 | Джаоре           | село    | →0        |
| 4 | Нижнее Пронге    | посёлок | ↘118      |